# Le Saïs
Le Saïs, "conte arabe", est un opéra-comique en quatre actes et cinq tableaux composé par Marguerite Olagnier joué pour la première fois au théâtre Renaissance à Paris le 18 décembre 1881. Le célèbre ténor Victor Capoul a été le sponsor de cette œuvre auprès de M. Konig, directeur du théâtre.
La pièce est jouée 14 fois consécutives la première année puis 27 fois la seconde avant de quitter l'affiche sans rencontrer un grand succès.

## Distribution lors de la création à Paris
| Rôle          | Voix            | Distribution lors de la première, |
| ------------- | --------------- | --------------------------------- |
| Naghib        | Ténor           | Victor Capoul                     |
| Téfida        | Soprano         | Mme Landau                        |
| Le Khalife    | Basse chantante | M. Vauthier                       |
| Sérour        | Trial           | M. Jolly                          |
| Aboubakre     | Baryton         | M. Alexandre                      |
| Reschid Pacha | Baryton         | M. Duchozal                       |
| Selim Pacha   | Ténor           | M. Laroche                        |
| Nesly         | Mezzo-soprano   | Mlle Desclauzas                   |
| Fatime        | Mezzo-soprano   | Mlle C. Linville                  |
| 1re Almée     | Contralto       | Mlle Laureçon                     |
| 2e Almée      | Contralto       | Mlle P. Odin                      |
| Aïcha         |                 | Mlle Berthier                     |
| Congegull     |                 | Mlle Ducouret                     |
| Hendgé        |                 | Mlle Boulanger                    |
| Hamida        |                 | Mlle Davenay                      |
| Leilah        |                 | Mlle Panseron                     |
| Fatma         |                 | Mlle Jouvenceau                   |
| Nachat        |                 | Mlle Ismérie                      |
| Mabrouka      |                 | Mlle Dubois                       |
| Lilia         |                 | Mlle Debany                       |
| Vanine        |                 | Mlle Raphaële                     |
| Fatmé         |                 | Mlle Yolin                        |
| Gulnare       |                 | Mlle Saah                         |

## Synopsis
La scène se passe au Caire,.
Une nuit, la belle Téfida, nièce du calife, est venue se promener dans le désert jusqu’aux pyramides. Là, subitement seule, elle rencontre Naghib, chef d’une tribu arabe. Subitement amoureux, le jeune homme se précipite sur elle et l’embrasse violemment. Quand la belle lui apprend son rang, loin de se repentir, il recommence, devant toute la suite de Téfida. Celle-ci est indignée, mais l’audace du beau jeune homme lui plaît, et elle finit par l’aimer. Elle promet à Naghib, qui s’est introduit dans le harem, de fuir avec lui le jour même plutôt que d’épouser Reschid, que son oncle lui donne pour mari.
Téfida tardant à paraître, Naghib se croit trahi et assassine Reschid au moment ou le cortège nuptial se rend à la mosquée. Puis, il vient se livrer au calife. Téfida, cachée dans la foule, se précipite dans ses bras. Plutôt que de la voir à un autre, Naghib lève son poignard sur elle, lorsque le calife consent en apparence à leur union. Mais il ne peut supporter la honte de voir sa nièce unie à un simple chef arabe et il faut que le crime de Naghib soit puni. Il leur donne une barque d’apparat qui doit couler dans le Nil, avec tout l’équipage endormi par l’opium, et noyer le jeune couple. Heureusement, Nesly, la fidèle suivante de Téfida, s’aperçoit à temps du naufrage en cours et sauve les deux héros qui s’enfuient dans le désert, où ils retrouvent la tribu du jeune chef et filent le parfait amour.

## Numéros

### Acte I
- Introduction
- Chœur du café : "Café ! Bienfaisant nectar"
- Air (Aboubakre) : "Quelle amère douleur"
- Chœur :" Allah ! La voila !"
- Entrée de Naghib : "Ah ! Quelle est belle !"
- Scène du Hachich (Naghib) : "Elle est partie"

### Acte II

#### Premier tableau
- Romanesca (Tefida) : "La fuite du soleil permettait à la nuit"
- Marche de la sultane
- Complainte du Pacha de Damanhour (Serour) : "Il était près de Damanhour"
- Chœur de jeunes esclaves : "Dans cette onde"
- Sérénade (Naghib) : "Pourquoi rester close

#### Second tableau
- Couplet (Nasleh) : "Du sérail chaque gardien"
- Strophe et duo (Naghib, Tefida) : "Qu’importe ta grandeur"

### Acte III
- Chœur de la mosquée : "A la mosquée allons enfin"
- Ballet des jongleurs et charmeurs de serpents
- Couplets (Serour) : "Comment ? Encore le chercher"
- Couplets (Nasleh) : "Beau Saïs, tu viens tout à l’heure"
- Ballet des derviches tourneurs
- Sérénade berceuse (Naghib) : "Almaz, quand vient le soir"
- Marche du khafile avec chœur : "Salut et gloire à sa Hautesse"
- Air à danser (Almées, Serour)
- Finale : "L’ange Eblis a rendu ce jour infortuné"

### Acte IV
- Chœur des fellahines : "Nous venons à ton sein"
- Couplets (Serour) : "L’opium qui t’endort"
- Scène de la dalabieh : "Sur le Nil ramons"
- Chœur des bédouins : "Pour notre chef Naghib"
- Strophes (Nahgib) : "Là, tu n’auras, ô ma chère âme"
- Finale : "Ô ma vie, ô mon âme"

## Critiques
La critique de l’œuvre est plutôt bonne. Beaucoup de morceaux sont appréciés. Les décors et les costumes seraient « remarquables de pittoresques ». « Le Saïs était une œuvre intéressante et soignée qui méritait d’être écoutée, et qu’on ira entendre [...] ».
Si, lors de la première, plusieurs airs sont bissés, « la présence de [Victor] Capoul à la tête des interprètes du Saïs n'a pas suffi à donner à cet ouvrage l'impulsion qu'on en attendait ». La pièce ne semble pas trouver son public.